# Vista

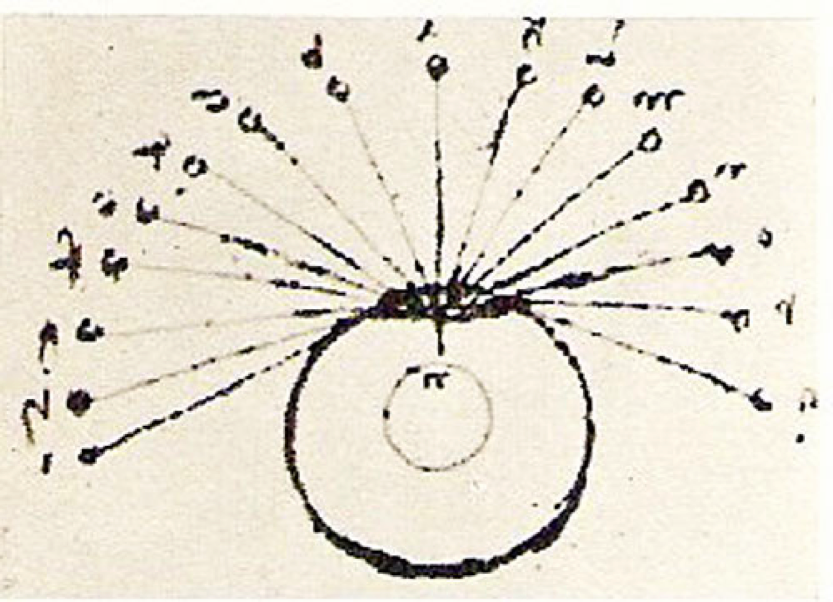
L'atto della visione raffigurato da Leonardo da Vinci come una serie di linee che partono dall'occhio: quelle mediane consentono la vista più chiara e distinta.

La vista è uno dei cinque sensi, mediante la quale è possibile percepire un'ampia gamma di stimoli luminosi (energia luminosa) emanati dagli oggetti. Tale percezione visiva avviene inizialmente per mezzo degli occhi (parte ottica e sensoriale), i quali andranno a discriminare sia le forme che i colori, ma anche le dimensioni relative, quindi le posizioni nello spazio degli oggetti stessi, completando il compito complesso all'interno del cervello.

## Storia
Anticamente furono sviluppati differenti approcci alla teoria della visione in base alle diverse scuole di pensiero maturate nell'antica Grecia.

### Irraggiamento
Secondo Platone, il modo di funzionare della vista dipendeva dalla capacità degli occhi di sprigionare un fuoco (elemento originario con cui gli dei per prima cosa crearono gli uomini), che si dirige come un raggio verso gli oggetti consentendo di catturarli e così di vederli. La visione è resa possibile dall'incontro del fuoco interno con la luce del sole, trattandosi di forze omogenee:
(Platone, Timeo, 45e - 46a)
Nell'Ottica di Euclide, ripresa in seguito da Tolomeo, si sosteneva in maniera simile, anche se rivolta maggiormente agli aspetti matematici della questione, come l'occhio emetta dei raggi che catturano l’oggetto della visione.

### Per contatto
Un diverso tipo di spiegazione fu elaborato invece da Aristotele, il quale nell'incipit della Metafisica affermava che la vista è il senso più importante in grado di farci conoscere meglio il mondo. Per Aristotele il fenomeno della visione è reso possibile dalla presenza del diaphanes, ossia di un elemento diafano e trasparente, che funge da mezzo intermedio in grado di far trasparire la luce (da leukòs, cioè bianco): tale diaphanes è massimo nel fuoco, che per questo appare luminoso, e minimo nella terra, associata alle tenebre e al colore nero. L'interazione tra il bianco e l'oscurità produce la gamma dei colori.
La visione avviene quindi secondo Aristotele per il contatto tra l'occhio, il medium e l'oggetto. Come già in Platone si tratta comunque di un'interazione tra il "fuoco interno" dell'occhio ed il "fuoco esterno" della luce visibile.

### Intromissione
La concezione della vista come "intromissione" fu teorizzata dagli atomisti e sviluppata da Epicuro e Lucrezio, secondo cui sono gli oggetti ad emettere delle particelle o effluvia che penetrano nell'occhio, producendo in questo le loro rispettive immagini (eidola o simulacra).

### Dal Medioevo al Rinascimento
La teoria atomista venne tuttavia contestata dalle successive rielaborazioni scientifiche e filosofiche, perché la visione non è un processo meramente meccanico, ma coinvolge la fisiologia e la natura animica del soggetto che guarda.
Per Plotino, filosofo neoplatonico, l'occhio esiste in funzione della luce, essendo stato da questa modellato. L'occhio cioè è un riflesso stesso della luce, e la visione è possibile in quanto l'uguale viene colto soltanto dall'uguale.
(Plotino, Enneadi I, 6, 9)
Nel cristianesimo agostiniano di ascendenza platonica, la visione resa possibile dalla luce è assimilata per analogia al processo di illuminazione divina che rende intellegibili le verità supreme.
Alla luce sarà attribuita la causa dei processi della visione, come dell'esistenza stessa di ogni realtà materiale nel mondo. Roberto Grossatesta riprese la teoria intromissiva seppur modificandola: quel che si propaga dall'oggetto osservato fino all'occhio non consiste di particelle, bensì di immagini spirituali, da lui dette "specie", perché recano in sé le impronte della forma corporea originaria.
Altri contributi in tal senso erano stati apportati dagli arabi, in particolare da Alhazen, che estendendo l'opera di Tolomeo sulla visione binoculare e commentando gli scritti anatomici di Galeno, aveva combinato l'intromissione fisica con considerazioni di natura fisiologica e matematica, spiegando come ogni oggetto illuminato emetta da ogni punto dei raggi rettilinei in tutte le direzioni che ne riproducono la forma.
Da queste riflessioni saranno influenzati anche Ruggero Bacone e John Peckham.
Nel Rinascimento gli studi sul fenomeno della visione continuano ad essere incentrati sulla luce e la propagazione delle "specie" visive. Francesco Maurolico parlò esplicitamente di raggi, effettuando alcune ricerche sul modo in cui questi vengono deviati geometricamente dal cristallino.
Per il neoplatonico Francesco Patrizi la luce è la principale responsabile della visione in quanto elemento intermedio capace di collegare il mondo corporeo con quello spirituale.
Leonardo da Vinci affermò che la luce si propaga in maniera simile alle onde prodotte dalla caduta di una pietra in uno stagno. A lui è attribuita inoltre la prima distinzione tra visione periferica e visione foveale, poiché faceva corrispondere una visione chiara e distinta alla linea centrale dell'occhio, quella che oggi viene chiamata fovea, che diventava meno acuta verso la periferia.
Studi successivi si concentreranno sempre più sull'aspetto fisico della vista, facendo prevalere la teoria atomistica dell'intromissione, attribuendo alla luce una natura corpuscolare.

### Goethe
Ad una rivalutazione del ruolo attivo della vista umana contribuì la Teoria dei colori di Goethe, per il quale non ha senso studiare la visione oculare in una maniera presunta oggettiva a prescindere dagli aspetti soggettivi che vi sono implicati. La visione non è un fenomeno soltanto materiale, ma essenzialmente spirituale, essendo spirituale la natura stessa della luce che la rende possibile. Parafrasando Plotino Goethe scriveva:
(Johann Wolfgang von Goethe, Teoria dei colori, introduzione, 1810)
Il senso della vista per Goethe si attiva quando la luce, in quanto urphänomen cioè principio originario non componibile, si incontra con i fenomeni dell'oscurità, generando la varietà dei colori ordinariamente percepiti.

## Fisiologia della vista
Secondo le moderne teorie fisiologiche, i fotorecettori presenti nello strato esterno della retina (coni per la visione cromatica e dettagliata, bastoncelli per la visione monocromatica, soprattutto laterale, e per gli oggetti in movimento) vengono iperpolarizzati dai fotoni della luce incidente (legatisi a una molecola di rodopsina), influenzando così l'attività sinaptica. Le cellule fotorecettoriali trasmettono il segnale nervoso alle cellule gangliari con le quali fanno sinapsi. Gli assoni delle cellule gangliari si riuniscono e danno origine al nervo ottico, il quale prosegue attraverso il foro ottico della cavità orbitaria e giunge nella fossa cranica media. Qui ha sede il chiasma ottico, dispositivo commessurale in cui decussano i contingenti nasali (cioè più mediali) della ricezione visiva di entrambe le retine, mentre i contingenti temporali (più laterali) restano ipsilaterali. In questo modo la parte destra del campo visivo viene proiettata all'emisfero sinistro e viceversa. Usciti dal chiasma ottico come tratti ottici, le fibre sensitive giungono al nucleo dorsale del corpo genicolato laterale, formazione del metatalamo, dove la rappresentazione della macula (centro della visione cromatica e distinta, attorno alla fovea centralis) è al centro dei nuclei, mentre la retina periferica è rappresentata perifericamente. Dai corpi genicolati laterali l'impulso viene poi inviato, tramite la radiazione ottica (del Gratiolet), all'area visiva primaria (area 17 di Brodmann) sia superiormente che inferiormente alla scissura calcarina, nel lobo occipitale.

### Sensibilità

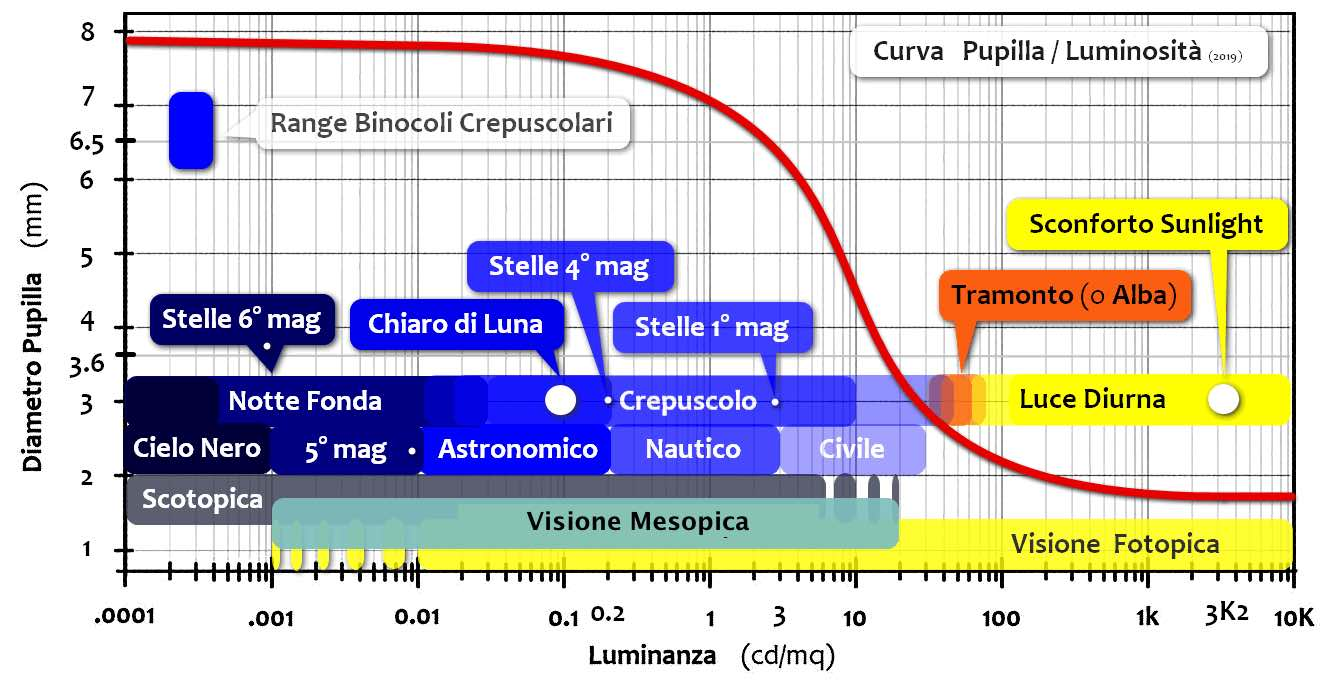
Tabella di Luminanza della visione scotopica, mesopica e fotopica (ed altri riferimenti, come la curva pupillare).

La sensibilità dell'occhio umano varia abbastanza a seconda dell'individuo, tanto che è possibile notare chi è più portato e chi meno alla visione notturna, e chi è più infastidito o chi meno, dell'esorbitante luminosità del Sole (visione diurna o visione fotopica). La sensibilità retinica ha infatti due limiti di soglia, il livello minimo percettibile ed il livello massimo accettabile, dove l'intensità luminosa (candela) media è compresa tra il limite superiore di 3200 Cd/m2 (luminanza), in cui avviene lo sconforto (quasi doloroso) per la luce del Sole (radiazione) che può arrivare anche a valori di 120 000 Cd/m2 (e per questo motivo è sempre consigliato l'uso di occhiali da sole), ed il limite inferiore (soglia di sensibilità al contrasto di luminanza) che si aggira intorno a 0,01 Cd/m2, ma con variazioni individuali finanche a 0,001 Cd/m2 (per gli occhi più sensibili). In altro modo è indicata essere circa {\displaystyle 10^{-16}} J/s (Watt). E in generale, per raggiungere la soglia minima è necessario che l'occhio resti all'oscurità per un certo tempo (da 5 a 45 minuti), dove viene raggiunta anche la massima dilatazione della pupilla (dopo pochi secondi) e dunque la massima sensibilizzazione della rètina. Sono necessari almeno 60 fotoni al secondo, per percepire minimamente la luce.
La sensibilità della retina e della percezione visiva, è comunque soggetta anche alle varie frequenze della luce (colori). Ad esempio, i coni della retina che possono discriminare i colori, sono di tre tipi, ognuno più sensibile ad una determinata frequenza (colore) o centro di gamma dello spettro visibile. L'insieme di questa terna di discriminazione (della luce diurna) viene semplificata caratterizzandola da una principale lunghezza d'onda di circa 550-555 nanometri (luce giallo-verde), che si trova più o meno al centro dell'insieme delle lunghezze d'onda della luce visibile (compresa tra 390 e 760 nm). Mentre il "centro" della sensibilità alla luce scarsa (notturna), dettato dai bastoncelli, si trova a circa 507-510 nm (verde-blu) riassumendo la tipica percezione della luce blu dominante nelle ombre più scure e nel crepuscolo.

### Vista implicita
Questa condizione chiamata anche vista inconscia  o visione cieca, avviene quando le aree visive della corteccia cerebrale vengono impedite, ad esempio per mancanza di ossigeno, mentre i centri visivi subcorticali rimangono intatti. I segnali visivi vengono percepiti ed il corpo reagisce a tali segnali ma queste percezioni non raggiungono il livello della coscienza.

### La vista nel mondo animale
Gli esseri umani hanno (oltre ad un tipo di bastoncelli) tre tipi di coni in grado di rilevare il rosso, il giallo-verde e il blu ("tricromia"); i segnali rilevati, combinati fra di loro, danno origine ai circa 200 tonalità diverse che siamo in grado di distinguere.
Gli uccelli hanno 4 tipologie di coni, tre simili a quelli umani e uno più orientato verso lo spettro ultravioletto, che gli permette di ottenere più informazioni anche sulla vegetazione e la maturazione della frutta. 
Negli stomatopodi, gamberi tropicali delle barriere coralline, i loro occhi composti, simili a quelli degli insetti, hanno almeno 10 tipologie di coni e riescono a rilevare anche la luce polarizzata e ultravioletta.
Se la retina umana rimane impressionata per un lasso di tempo che ne limita la visione consecutiva ad immagini differenti intorno a 10 al secondo, in modo evidente, e fino a 50-60 immagini al secondo, con apparenza indeterminata, gli insetti volanti arrivano a frequenze anche di cinque volte tanto; le libellule, per esempio, percepiscono immagini con buona risoluzione, grazie a un mosaico di 20-30.000 lenti che rivestono i loro grandi occhi composti (ommatidi). 
Il cavallo ha un campo visivo ampio e vede piuttosto bene di notte. 
Tra i predatori, invece, i felini hanno un'ottima visione notturna, ma, come i cani, percepiscono poco i colori e sono poco sensibili al rosso e al verde (il cane non percepisce né il verde né il rosso). I rapaci, come le aquile, hanno "lenti addizionali" in grado di creare un'immagine ingrandita quando il loro sguardo si concentra sul soggetto, ma anche la visione periferica resta ottima consentendo loro ampie manovre in volo: il gheppio può distinguere una cavalletta nell'erba a 100 metri di distanza. I grandi predatori marini, come lo squalo bianco, riescono a raccogliere la poca luce in profondità, ma riconoscono poco i colori, che invece sono importanti per i pesci piccoli delle barriere coralline, i quali vivono in pochi metri d'acqua. Alcune specie di serpenti sono in grado di rilevare il calore emesso dagli oggetti, ma non riescono a costruire vere immagini. I ragni hanno una percezione del mondo diversa a seconda dei gruppi considerati. Ad esempio, i ragni lupo con 8 occhi di cui 2 grandi in fronte, amplificano la debole luce crepuscolare e notturna, ma vedono discretamente solo a pochi centimetri di distanza davanti a loro. 

## Cultura di massa
Ogni anno, il secondo giovedì del mese di ottobre, si celebra "La Giornata Mondiale della Vista". Voluta dall'Organizzazione mondiale della sanità (Oms), è promossa in Italia soprattutto dall'Agenzia Internazionale per la prevenzione della cecità-IAPB Italia onlus e dall'Unione italiana dei ciechi e degli ipovedenti. In questa occasione vengono spesso effettuati controlli oculistici gratuiti col fine di sensibilizzare la popolazione sull'importanza della prevenzione dei disturbi oculari.
Il 21 febbraio si celebra "La Giornata Nazionale del Braille", istituita il 3 agosto 2007 con la legge n.126.